# Juanita, la Larga
Juanita, la Larga a ser una sèrie espanyola de televisió, emesa per TVE el 1982, adaptació de la novel·la homònima de Juan Valera amb direcció d'Eugenio Martín Márquez.

## Argument
L'acció es desenvolupa en Villalegre, una vila espanyola a mitjan segle xix, inspirada al poble cordovès de Cabra. Juanita és la jove vilatana més bella i desitjada del lloc. D'extracció humil, tanmateix es converteix en objecte del desig de Don Paco. No serà senzill per a Juanita respondre a aquest amor, a causa de les pressions socials i la hipocresia de l'Espanya de l'època. Malgrat les vicissituds, triomfa l'amor i la parella acaba casant-se.

## Repartiment
- Violeta Cela…Juanita
- Conrado San Martín…Don Paco
- Mercedes Sampietro…Doña Inés
- Manuel Zarzo…Don Andrés
- Queta Claver…Juana
- Manuel Alexandre…Don Álvaro
- Imanol Arias…Antoñuelo
- Miguel Rellán…El Cura
- Walter Vidarte…El Maestro
- José Vivó…Don Álvaro'